# Daßberg
Daßberg ist ein Ortsteil des oberschwäbischen Marktes Ottobeuren.

## Geografie
Das Dorf Daßberg liegt etwa sechs Kilometer südöstlich von Ottobeuren. Östlich von Daßberg liegt der Ortsteil Ollarzried. Zwischen den Orten fließt der Boschachbach, ein Nebengewässer der Westlichen Günz. Der Ort ist durch die Kreisstraße MN 31 an den Hauptort angebunden. Südlich schließt sich der Bühler Wald an.

## Geschichte
Der Ort wurde 1417 erstmals urkundlich erwähnt. Das Kloster Ottobeuren 1564 in Daßberg einen weiteren Hof erwerben, der Ort hatte um diese Zeit 42 Einwohner.